# Troncato semipartito
Troncato semipartito è un termine utilizzato in araldica per indicare una combinazione di due partizioni che dà tre punti.
Per leggere correttamente questa partizione, come tutte le altre dello stesso tipo, è necessario individuare la partizione principale, riconoscibile dal fatto che non è preceduta dal prefisso semi- (in questo caso il troncato), e successivamente applicare la partizione secondaria (in questo caso il -partito) nell'ordine indicato. In pratica è come se fosse blasonato: troncato: il 1º di …; il 2º partito di … e di ….

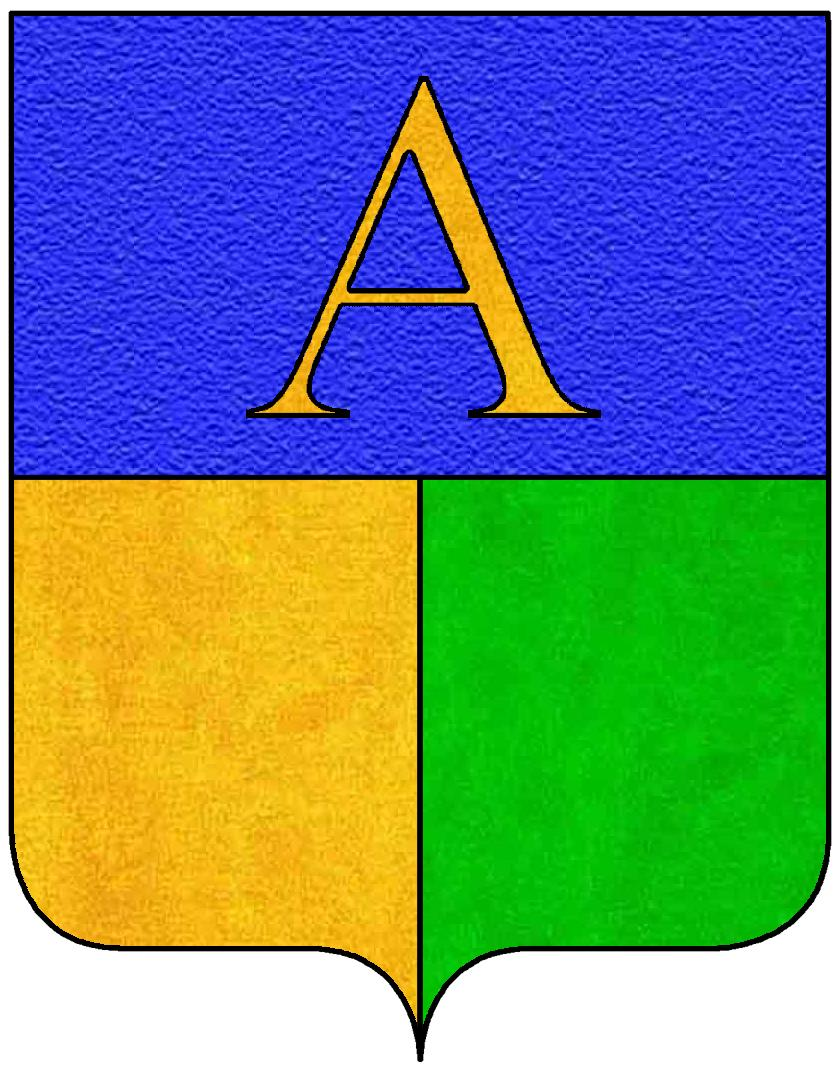
Troncato semipartito: il 1º d'azzurro, alla lettera A maiuscola d'oro; il 2º d'oro; il 3º di verde (stemma della famiglia Agustini)
Stemma del comune di Giusvalla
Stemma del comune di Mioglia